# Karakumi
Karakumi (gr. Καράκουμι, tur. Karakum) – wieś na Cyprze, w dystrykcie Kirenia. Znajduje się de facto pod kontrolą Tureckiej Republiki Cypru Północnego.